# 類犬魮
類犬魮（学名：Carasobarbus canis）为輻鰭魚綱鯉形目鲤科的其中一種，分布於亞洲約旦約旦河流域，體長可達45公分，棲息在湖泊及溪流中，屬肉食性，以無脊椎動物及魚類為食，繁殖期在6月至9月。